# Пишниця (гміна)
Гміна Пишниця (пол. Gmina Pysznica) — сільська гміна у східній Польщі. Належить до Стальововольського повіту Підкарпатського воєводства.
Станом на 31 грудня 2011 у гміні проживало 10248 осіб.

## Територія
Згідно з даними за 2007 рік площа гміни становила 147.82 км², у тому числі:
- орні землі: 34.00%
- ліси: 59.00%

Таким чином, площа гміни становить 17.75% площі повіту.

## Населення
Станом на 31 грудня 2011:
| Опис     | Загалом | Загалом | Чоловіки | Чоловіки | Жінки | Жінки |
| -------- | ------- | ------- | -------- | -------- | ----- | ----- |
| одиниця  | осіб    | %       | осіб     | %        | осіб  | %     |
| все      | 10248   | 100     | 5073     | 49.50    | 5175  | 50.50 |
| міське   | 0       | 100     | 0        |          | 0     |       |
| сільське | 10248   | 100     | 5073     | 49.50    | 5175  | 50.50 |

## Сусідні гміни
Гміна Пишниця межує з такими гмінами: Заклікув, Модлібожице, Нисько, Поток-Велькі, Радомишль-над-Сяном, Стальова Воля, Улянув, Янів-Любельський, Яроцин.